# Clemens Menken
Clemens August Menken (* 15. Dezember 1812 in Neviges; † 15. Februar 1907 in Köln) war Jurist und Mitglied des Deutschen Reichstags.

## Leben
Clemens August Menken studierte Theologie und Philologie sowie Rechtswissenschaften an der Universität Bonn. Danach war er Auskultator, Assessor am Landgericht und schließlich Landgerichtsrat in Köln.
Von 1873 bis 1898 war er Mitglied des Preußischen Abgeordnetenhauses für den Kreis Mayen-Cochem und von 1877 bis 1893 des Deutschen Reichstags für den Wahlkreis Regierungsbezirk Köln 2 (Landkreis Köln) und die Deutsche Zentrumspartei.